# إيهار ستاسيفيتش
إيهار ستاسيفيتش (بالروسية: Стасевич, Игорь Николаевич)‏ (مواليد 21 أكتوبر 1985 في بوريسوف) لاعب كرة قدم بيلاروسي دولي يجيد اللعب في خط الوسط . يلعب حاليا لصالح نادي نادي باتي بوريسوف لكرة القدم.

## اهداف دوليه
| # | التاريخ       | المكان                                 | المنافس                    | الاهداف | النتيجة | المنافسة                                   |
| - | ------------- | -------------------------------------- | -------------------------- | ------- | ------- | ------------------------------------------ |
| 1 | 1 أبريل 2009  | ملعب ألماتي المركزي، ألماتي, كازاخستان | كازاخستان                  | 3 – 1   | 5–1     | تصفيات كأس العالم لكرة القدم 2010 (أوروبا) |
| 2 | 4 سبتمبر 2014 | بوريسوف أرينا، باريساو, روسيا البيضاء  | منتخب طاجيكستان لكرة القدم | 1 – 0   | 6–1     | مباراة ودية                                |

## روابط خارجية
- إيهار ستاسيفيتش على موقع الاتحاد الدولي (مؤرشف)  (الإنجليزية)
- إيهار ستاسيفيتش على موقع الاتحاد الأوربي (الإنجليزية)
- إيهار ستاسيفيتش على موقع قاعدة بيانات كرة القدم.إي يو (الإنجليزية)
- إيهار ستاسيفيتش على موقع ليكيب (الفرنسية)
- إيهار ستاسيفيتش على موقع ناشيونال فوتبول تيمز (الإنجليزية)
- إيهار ستاسيفيتش على موقع Soccerway.com (الإنجليزية)
- إيهار ستاسيفيتش على موقع AS.com (الإسبانية)